# فلت وایت

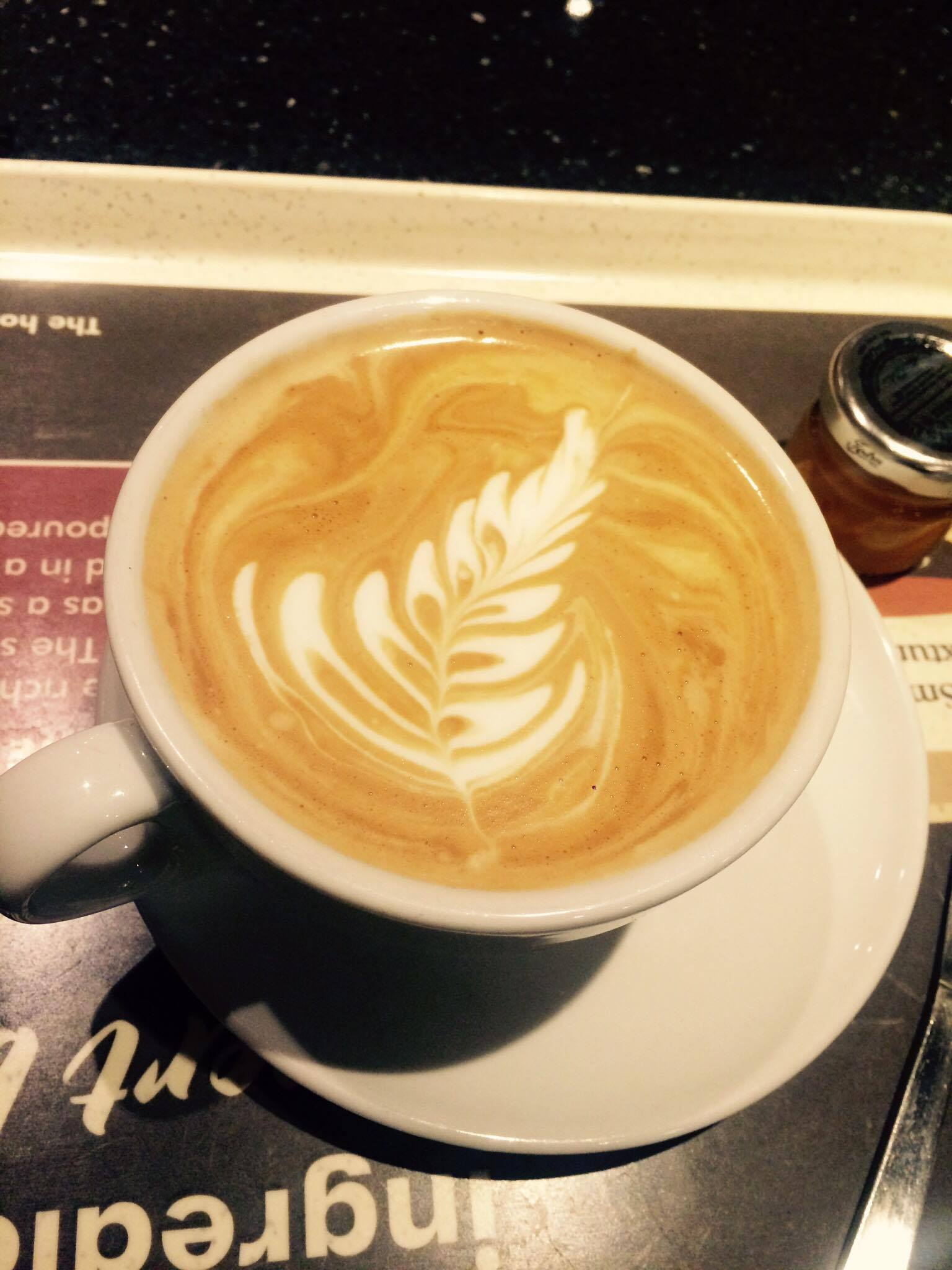
فلت وایت با هنر لاته

فلت‌وایت (به انگلیسی: Flat white) نوعی نوشیدنی قهوه که شامل ۲۰ میلی لیتر ریسترتو یا اسپرسو خیلی کم آب با ۱۵۰ میلی‌لیتر فوم شیر (فوم شیر با غلظت بالا و به حالت براق و مخملی) است. فلت‌وایت مشابه کاپوچینو است، با این تفاوت که کاپوچینو ۱۵۰ میلی لیتر شیر و ۴۰ میلی لیتر اسپرسو است اما فلت‌وایت ۱۵۰ میلی‌لیتر شیر و ۲۰ میلی لیتر ریسترتو یا اسپرسو بسیار کم آب است.

## هم‌چنین ببینید
- لانگ بلک